# Abdelmoumene Djabou
Abdelmoumene Djabou, född 31 januari 1987, är en algerisk fotbollsspelare (offensiv mittfältare) som spelar för ES Sétif.